# Боб Бенні
Бен Бенні (нід. Bob Benny, уроджений — Еміліус Вагеманс, нід. Emilius Wagemans; 18 травня 1926 — 29 березня 2011) — бельгійський співак та виконавець мюзиклів, який брав участь у Євробаченні 1959 та 1961 рр.

## Пісенний конкурс «Євробачення»
У 1959 році Бенні був вибраний разом із піснею «Hou toch van mij» («Do Love Me»), як представник Бельгії на четвертий пісенний конкурс «Євробачення», який відбувся 11 березня у Каннах, Франція. «Hou toch van mij» отримала п'ять голосів від інших країн-учасниць і посіла шосте місце.
У 1961 році Бенні було знову обрано представником від Бельгії з піснею «Вересень, золота роза» на шосте «Євробачення», яке знову відбулася в Каннах 18 березня. Незважаючи на те, що конкурс розширився до 16 учасників, Бен Бенні отримав лише один голос з Люксембургу та посів останнє місце.

## Пізніша кар'єра
Бенні випустив ще два популярних сингли в 1963 році, «Waar en wanneer» і «Alleen door jou». Він став виконавцем мюзиклів та грав у багатьох тривалих виставках у Бельгії та Німеччині.
У 2001 році Бенні переніс інсульт і зазнав фінансових труднощів. У квітні 2003 року в Антверпені відбувся його концерт виступ. У 2006 році Бенні відсвяткував своє 80-річчя і заявив, що він повністю здоровий.

## Особисте життя
У 2001 році Бенні здійснив камінг-аут і визнав себе гомосексуалом.

## Смерть
29 березня 2011 року Фламандська телекомпанія Vlaamse Radio en Televisieomroep (VRT) повідомила, що Бенні помер у будинку для пристарілих.